# استان کسروان-جبیل
استان کسروان-جبیل (عربی: محافظة کسروان - جبیل) یکی از استان‌های جدیدالتأسیس در لبنان است که از شهرستان‌های جبیل و کسروان تشکیل شده‌است. مساحت کسروان-جبیل ۷۲۲ کیلومتر مربع (۲۷۹ مایل مربع) است و از شمال به استان شمال، از شرق به استان بعلبک-هرمل، از جنوب به استان جبل لبنان و از غرب به دریای مدیترانه محدود می‌شود. مرکز این استان، شهر جونیه است.
ذخیره‌گاه زیست‌کرهٔ جبل موسی در این استان واقع شده‌است.